# Ekigho Ehiosun
Ekigho Ehiosun (Lagos, 25 giugno 1990) è un ex calciatore nigeriano, di ruolo attaccante.